# Helina jianchangensis
Helina jianchangensis este o specie de muște din genul Helina, familia Muscidae, descrisă de Ma în anul 1981. Conform Catalogue of Life specia Helina jianchangensis nu are subspecii cunoscute.